# Lillsjön (Nora socken, Ångermanland)
Lillsjön är en sjö i Kramfors kommun i Ångermanland och ingår i Nätraån-Ångermanälvens kustområde.